# Bud Palmer
John Shove « Bud » Palmer est un joueur américain de basket-ball, né le 14 septembre 1921 à Hollywood, en Californie, et mort le 19 mars 2013 à West Palm Beach, en Floride. Après avoir évolué dans le championnat universitaire sous les couleurs des Tigers de Princeton, il intègre les Knicks de New York, équipe de la nouvelle Basketball Association of America (BAA), ancêtre de la National Basketball Association (NBA).
Il est le fils de l'acteur Maurice Bennett Flynn et de Blanche Palmer.
Au moment de sa retraite sportive (1949), prise après trois saisons avec la franchise de New York, Bud Palmer est le meilleur marqueur de l'histoire des Knicks, avec 1939 points inscrits (1737 en saison régulière et 201 en playoffs).